# Телем (Ізраїль)
Телем (івр. תֶּלֶם) — общинне ізраїльське поселення на Західному березі річки Йордан. Розташоване у південному регіоні Юдейських гір, на захід від Кір'ят-Арби, воно підпадає під юрисдикцію регіональної ради Гар-Хеврон. У 2019 році в ньому проживало 445 осіб.
Міжнародне співтовариство вважає ізраїльські поселення на Західному березі незаконними згідно з міжнародним правом, але уряд Ізраїлю заперечує це.

## Історія
За даними ARIJ, Ізраїль конфіскував близько 1000 дьонюмів землі у сусіднього палестинського міста Таркумія, щоб побудувати Телем.
Поселення заснували 31 січня 1982 року як військовий форпост Нахалю, а демілітаризували лише через рік, коли передали під житлові цілі у вигляді нерелігійного «колективного мошаву» руху «Бейтар». У 1995 році за сприяння селищної організації «Амана» побудували житлові будинки.
У 2004 році до села приєдналася група з близько двадцяти релігійних сімей, щоб зміцнити та побудувати змішану громаду. У центрі села був заснований Бейт-мідраш, названий «Нетівот-Дрор-єшива» в пам'ять про Дрора Вайнберга, полковника армії збройних сил Ізраїлю, який станом на 2007 рік був найвищим ізраїльським солдатом, убитим під час Другої Інтіфади.
У громаді все ще є сільське господарство, включаючи виноградники та курники. Його первинна назва була «Міцпе Ґуврін», оскільки з нього відкривається вид на регіон Бейт-Ґуврін.

## Виноски
1. ↑  Центральне статистичне бюро Ізраїлю — 1949.
2. ↑  The Geneva Convention. BBC News. 10 грудня 2009. Процитовано 27 вересня 2011.
3. ↑  Tarqumiya Town Profile, ARIJ, p. 15
4. ↑  Amana Settlement Movement. Архів оригіналу за 22 жовтня 2011. Процитовано 10 травня 2010.
5. ↑  Hoberman, Haggai (2008). Keneged Kol HaSikuim [Against All Odds] (Hebrew)  (вид. 1st). Sifriat Netzaim.